# Karén Khatxànov
Karén Abgàrovitx Khatxànov (en rus Каре́н Абга́рович Хача́нов; en armeni Կարեն Աբգարի Խաչանով; Moscou, 21 de maig de 1996) és un tennista professional rus d'ascendència armènia.
Al llarg de la seva carrera ha guanyat set títols individuals de l'ATP i també un de dobles masuclins. Khatxànov va arribar al vuitè lloc del rànquing individual de l'ATP l'any 2019, mentre que en dobles va arribar al 53è lloc. Entre els seus èxits destaca la medalla d'argent individual aconseguida en els Jocs Olímpics de Tòquio 2020. Ha format part de l'equip rus de Copa Davis en diverses ocasions i va participar en la consecució del títol l'any 2021.
Durant un temps, Khatxànov va ser entrenat per Igor Bitsenko a Moscou i per Vedran Martić a Split. No obstant, el 2014 va unir-se a l'Acadèmia de Tennis 4Slam liderada per Galo Blanco. Khatxànov va partir peres amb Blanco el novembre de 2017. Actualment entrena amb el seu anterior entrenador, Vedran Martić.
Es va casar amb Veronika Shkliaeva a l'abril de 2016 i van tenir dos fills. El tennista Ilià Ivaixka és el seu cunyat ja que les respectives mullers són germanes bessones.

## Jocs Olímpics

### Individual
| Any  | Campionat                   | Superfície | Oponent          | Marcador |
| ---- | --------------------------- | ---------- | ---------------- | -------- |
| 2020 | Jocs Olímpics, Tòquio, Japó | Dura       | Alexander Zverev | 3−6, 1−6 |

## Palmarès

### Individual: 11 (7−4)
| Llegenda                          |
| --------------------------------- |
| Grand Slams (0−0)                 |
| Jocs Olímpics Argent (1)          |
| ATP Finals (0−0)                  |
| ATP World Tour Masters 1000 (1−1) |
| ATP World Tour 500 (0−1)          |
| ATP World Tour 250 (6−1)          |

| Títols per superfície |
| --------------------- |
| Dura (7−4)            |
| Gespa (0−0)           |
| Terra batuda (0−0)    |

| Resultat  | Núm. | Data                   | Torneig                     | Superfície | Oponent            | Marcador            |
| --------- | ---- | ---------------------- | --------------------------- | ---------- | ------------------ | ------------------- |
| Guanyador | 1.   | 2 d'octubre de 2016    | Chengdu, Xina               | Dura       | A. Ramos Viñolas   | 6−7(4), 7−6(3), 6−3 |
| Guanyador | 2.   | 25 de febrer de 2018   | Marsella, França            | Dura (i)   | Lucas Pouille      | 7−5, 3−6, 7−5       |
| Guanyador | 3.   | 21 d'octubre de 2018   | Moscou, Rússia              | Dura (i)   | Adrian Mannarino   | 6−2, 6−2            |
| Guanyador | 4.   | 4 de novembre de 2018  | París, França               | Dura (i)   | Novak Đoković      | 7−5, 6−4            |
| Finalista | 1.   | 4 de novembre de 2021  | Jocs Olímpics, Tòquio, Japó | Dura       | Alexander Zverev   | 3−6, 1−6            |
| Finalista | 2.   | 9 de gener de 2022     | Adelaida, Austràlia         | Dura       | Gaël Monfils       | 4−6, 4−6            |
| Guanyador | 5.   | 26 de setembre de 2023 | Zhuhai, Xina                | Dura       | Yoshihito Nishioka | 7−6(2), 6−1         |
| Guanyador | 6.   | 24 de febrer de 2024   | Doha, Qatar                 | Dura       | Jakub Menšík       | 7−6(12), 6−4        |
| Guanyador | 7    | 20 d'octubre de 2024   | Almaty, Kazakhstan          | Dura (i)   | Gabriel Diallo     | 6−2, 5−7, 6−3       |
| Finalista | 3.   | 27 d'octubre de 2024   | Viena, Àustria              | Dura (i)   | Jack Draper        | 4−6, 5−7            |
| Finalista | 4.   | 7 d'agost de 2025      | Toronto, Canadà             | Dura       | Ben Shelton        | 7−6(5), 4−6, 6−7(3) |

### Dobles masculins: 5 (1−4)
| Llegenda                          |
| --------------------------------- |
| Grand Slams (0−0)                 |
| ATP Finals (0−0)                  |
| ATP World Tour Masters 1000 (1−2) |
| ATP World Tour 500 (0−1)          |
| ATP World Tour 250 (0−1)          |

| Títols per superfície |
| --------------------- |
| Dura (0−3)            |
| Gespa (0−1)           |
| Terra batuda (1−0)    |

| Resultat  | Núm. | Data                  | Torneig             | Superfície   | Parella         | Oponents                    | Marcador            |
| --------- | ---- | --------------------- | ------------------- | ------------ | --------------- | --------------------------- | ------------------- |
| Finalista | 1.   | 31 de març de 2018    | Miami, Estats Units | Dura         | Andrei Rubliov  | Bob Bryan Mike Bryan        | 6−4, 6−7(5), [4−10] |
| Finalista | 2.   | 3 de novembre de 2019 | París, França       | Dura (i)     | Andrei Rubliov  | P-H. Herbert Nicolas Mahut  | 4−6, 1−6            |
| Guanyador | 1.   | 7 de maig de 2023     | Madrid, Espanya     | Terra batuda | Andrei Rubliov  | Rohan Bopanna Matthew Ebden | 6−3, 3−6, [10−3]    |
| Finalista | 3.   | 23 de juny de 2024    | Londres, Regne Unit | Gespa        | Taylor Fritz    | Neal Skupski Michael Venus  | 6−4, 6−7(5), [8−10] |
| Finalista | 4.   | 5 de gener de 2025    | Hong Kong, Xina     | Dura         | Karén Khatxànov | Sander Arends Luke Johnson  | 5−7, 6−4, [7−10]    |

### Equips: 1 (1−0)
| Resultat  | Núm. | Data                  | Torneig                    | Superfície | Equip                                                          | Oponents                                                        | Marcador |
| --------- | ---- | --------------------- | -------------------------- | ---------- | -------------------------------------------------------------- | --------------------------------------------------------------- | -------- |
| Guanyador | 1.   | 5 de desembre de 2021 | Davis Cup, Madrid, Espanya | Dura (i)   | Ievgueni Donskoi Aslan Karatsev Daniïl Medvédev Andrei Rubliov | Marin Čilić Borna Gojo Nikola Mektić Mate Pavić Nino Serdarušić | 2−0      |

## Trajectòria

### Individual
| Open d'Austràlia | A  | Q3   | 2R          | 2R          | 3R          | 3R          | 3R    | 3R    | SF    | 4R    | 3R | 0 / 8     | 20 – 8    |
| Roland Garros | A  | Q2   | 4R          | 4R          | QF          | 4R          | 2R    | 4R    | QF    | 2R    | 3R | 0 / 8     | 24 – 9    |
| Wimbledon | Q1 | Q3   | 3R          | 4R          | 3R          | NC          | QF    | A     | A     | 2R    |    | 0 / 5     | 12 – 5    |
| US Open | Q2 | 2R   | 1R          | 3R          | 1R          | 3R          | 1R    | SF    | 1R    | 1R    |    | 0 / 9     | 10 – 9    |
| Jocs Olímpics | NC | A    | No celebrat | No celebrat | No celebrat | No celebrat | F     | NC    | NC    | A     | NC | 0 / 1     | 4 – 1     |
| Total Victòries−Derrotes                                                                                                   |    | 13−9 | 26−31       | 46−22       | 30−29       | 20−15       | 35−24 | 36−25 | 34−18 | 37−22 |    | 295 – 214 | 295 – 214 |
| Rànquing a final d'any |    | 53   | 45          | 11          | 17          | 20          | 29    | 20    | 15    | 19    |    |           |           |
| Llegenda: G: Guanyador; F: Finalista; SF: Semifinalista; QF: Quarts de final; Q: Qualificació; A: Absent; RR: Round Robin; |    |      |             |             |             |             |       |       |       |       |    |           |           |

## Guardons
- Mestre de l'esport de Rússia (2021)
- Medalla de l'Ordre al Mèrit de la Pàtria, 1a classe (2021)